# Gøglerbandens Adoptivdatter
Gøglerbandens Adoptivdatter er en dansk stumfilm fra 1919, der er instrueret af Robert Dinesen efter manuskript af A.V. Olsen.

## Handling
Denne artikel mangler et handlingsreferat. Hjælp os med at skrive det.

## Medvirkende
- Aage Hertel - Percival Ramsay, generaldirektør
- Inger Nybo - Irma, Ramsays datter
- Eyvind Kornbeck - Douglas, direktør
- Ebba Thomsen - Elena, Douglas' hustru
- Robert Dinesen - Walter Murray, sekretær
- Kai Lind - Jakobsky, gøgler
- Arne Weel - Straffefangen Tom
- Charles Wilken
- Frederik Buch
- Peter Jørgensen